# Anginopachria prudeki
Anginopachria prudeki is een keversoort uit de familie waterroofkevers (Dytiscidae). De wetenschappelijke naam van de soort is voor het eerst geldig gepubliceerd in 2005 door Wewalka, Balke, Hájek & Hendrich.